# Lenček
Lenček je priimek več znanih Slovencev:

## Znani nosilci priimka
- Alojz(ij) Lenček (1827—1884), kmet, liberalni politik, narodni delavec
- Bibi (Alice M.) Lenček (*1947), slikarka
- Ignacij Lenček (1907—1974), duhovnik, domobranski kurat
- Janez (Janko) Lenček starejši, svečar, medičar, kuhar-slaščičar iz Domžal, ki naj bi 1938 začel izdelovati (kasn. "blejsko") kremno rezino (r. New York)
- Janez Lenček (1938—2018), kulinarik, slaščičar
- Jernej Lenček (1827—1873), pisatelj, župnik
- Jurij Lenček (1827—1861), nabožni pisec
- Ladislav Lenček (1914—1993), lazarist, duhovnik, misijonski in kulturni delavec v izseljenstvu
- Lena (Helen M.) Lenček (*1948), slavistka, rusistka
- Nikolaj Lenček (1858—1926), pravnik, politik, lovski strokovnjak
- Nikolaja Lenček (Gabriela, por. Heise) (1894—1984), slikarka
- Rado L. Lenček (1921—2005), jezikoslovec slavist, univerzitetni profesor in akademik
- Nina Lenček (r. Lovrenčič) (1924—2014), bibliotekarka, bibliografka, prevajalka